# Siergiej Salnikow
Siergiej Siergiejewicz Salnikow, ros. Сергей Сергеевич Сальников (ur. 13 września 1925 w Krasnodarze, zm. 9 maja 1984 w Moskwie) – rosyjski piłkarz, grający na pozycji napastnika, reprezentant ZSRR, trener piłkarski.

## Kariera piłkarska

### Kariera klubowa
W 1942 rozpoczął karierę piłkarską w Spartaku Moskwa, w którym z przerwami występował do zakończenia swojej kariery piłkarskiej w 1960. W latach 1944–1945 bronił barw Zenitu Leningrad, a w 1950-1954 Dynama Moskwa.

### Kariera reprezentacyjna
8 września 1954 zadebiutował w reprezentacji Związku Radzieckiego w spotkaniu kwalifikacyjnym do MŚ'58 ze Szwecją wygranym 7:0, w którym zdobył 2 bramki. Łącznie rozegrał 14 meczów i strzelił 9 goli. W 1956 w składzie olimpijskiej reprezentacji ZSRR został mistrzem olimpijskim na letnich igrzyskach olimpijskich w Melbourne. Łącznie rozegrał 6 meczów i strzelił 2 goli.

## Kariera trenerska
Po zakończeniu kariery piłkarskiej rozpoczął pracę trenerską. Ukończył Wyższą Szkołę Trenerską w GCOLIFKie w 1955 i Wydział Dziennikarstwa w 1961. W 1961 prowadził Szachtior Szachty, a w 1964 Trud Woroneż. Od sierpnia 1964 do 1969 pracował w strukturze Spartaka Moskwa. Najpierw pomagał trenować, a w 1967 (do czerwca) samodzielnie prowadził Spartak. W latach 1971–1972 trenował afgański Maaref Kabul, a następnie pracował z juniorską reprezentacją Związku Radzieckiego i reprezentacją Afganistanu. W 1978 pomagał trenować klub Krasnaja Priesnia Moskwa. Od 1979 pracował jako komentator sportowy Państwowej Redakcji Radia i Telewizji ZSRR - 1979/84. Był konsultantem przy kręceniu filmu „Trzecia połowa” (1963). 9 maja 1984 zmarł w szatni na atak serca podczas meczu weteranów Spartaka. Został pochowany na cmentarzu Kuncewskim, działka nr 10.

## Sukcesy i odznaczenia

### Sukcesy klubowe
- mistrz ZSRR: 1954, 1956, 1958
- wicemistrz ZSRR: 1950, 1955
- brązowy medalista mistrzostw ZSRR: 1948, 1949, 1957
- zdobywca Pucharu ZSRR: 1944, 1946, 1947, 1953, 1958
- finalista Pucharu ZSRR: 1948, 1950, 1957
- zwycięzca Spartakiady Narodów ZSRR: 1956

### Sukcesy reprezentacyjne
- mistrz letnich igrzysk olimpijskich: 1956
- uczestnik mistrzostw świata: 1958

### Sukcesy indywidualne
- 4-krotnie wybrany do listy 33 najlepszych piłkarzy ZSRR: Nr 1 (1956), Nr 2 (1948), Nr 3 (1950, 1957)
- członek Klubu Grigorija Fiedotowa: 138 goli

### Odznaczenia
- tytuł Mistrza Sportu ZSRR
- tytuł Zasłużonego Mistrza Sportu ZSRR: 1954
- Order „Znak Honoru”: 1957